# Himertosoma alaotrum
Himertosoma alaotrum là một loài tò vò trong họ Ichneumonidae.